# Dalarna, Uppland
Dalarna är en sjö i Tierps kommun i Uppland och ingår i Tämnarån-Forsmarksåns kustområde. Dalarna ligger i Slada Natura 2000-område. Sjön är 1,3 meter djup, har en yta på 0,071 kvadratkilometer och är belägen 3 meter över havet. Vid provfiske har abborre, gers, mört och ruda fångats i sjön.